# Federico Elizalde
Federico «Fred» Elizalde (Manila, 12 de diciembre de 1907 - Manila, 16 de enero de 1979) fue un compositor, pianista y director de orquesta hispanofilipino.
En su niñez se trasladó a España, estudiando en San Sebastián y en el conservatorio de Madrid. 
Posteriormente residió en Inglaterra estudiando en el St. Joseph's College de Londres y en la Universidad de Stanford en Estados Unidos en la década de 1920. En Stanford recibió lecciones de Ernst Bloch saliendo de la escuela en 1926. Comienza su carrera musical al frente de una banda de jazz encabezando la banda de la universidad de Stanford en el Hotel Biltmore en Los Ángeles mientras estudiaba composición.
En 1926 graba junto a la Cinderella Roof Orchestra regresando ese mismo año a Inglaterra ingresando en la Universidad de Cambridge como estudiante de derecho.
Elizalde rompió su banda en 1929 justo después de un mal recibimiento de su gira en Escocia y el inicio de la Gran Depresión, lo que exigía el regreso de sus compañeros a Estados Unidos. Dirigió un nuevo grupo en el Duchess Theater en Londres en 1930, pero más tarde en ese mismo año regresó a Manila para aceptar una vacante como conductor de la Orquesta Sinfónica de Manila. La dirigen en la década de 1930 en Biarritz, París, y Madrid, y grabará por última vez en 1933 en un breve viaje de regreso a Gran Bretaña. Mientras que en España estudió con  Manuel de Falla y luchó con el Requeté junto a Francisco Franco durante la guerra civil española.
Cae enfermo durante la guerra y retorna a Manila. Luego se traslada a Francia viviendo bajo confinamineto en una casa cercana a Bayona durante la ocupación alemana. Este tiempo es de gran creatividad componiendo varios trabajos incluyendo una ópera sobre la vida de Paul Gauguin, un concierto para violín, un cuarteto de cuerda y un concierto para piano. En 1948 regresa de nuevo a Manila dónde dirige a la Orquesta Sinfónica de Manila  nuevamente. Funda en la ciudad la Manila Little Symphony Orchestra y es nombrado presidente de la radio nacional. Aunque dirige alguna obra en Japón trabaja raramente fuera de Filipinas hasta su retirada en 1974.

## Obras
Entre sus principales obras, figuran una Sinfonía con piano concertante, Música para quince solistas, y las óperas Paul Gauguin y Los títeres de Cachiporra, esta última sobre texto de García Lorca.